# 多布勒
多布勒（日语： Dobure，1993年或1994年—2022年11月9日），本名未公開，為日本陆上自卫队退役士兵，乌克兰国际军团的日本籍志愿者，于乌克兰东部攻势中阵亡，是第一个阵亡于俄烏戰爭的日本志愿者。

## 战争前
朝日新闻报道称，“据调查人士、熟人和前同事称，该男子在福冈县筑后地区初中和高中毕业后，曾在陆上自卫队服役两年。退休后，他在县内一家路面铺设公司工作，还从事交通运输工作”

## 2022年俄罗斯入侵乌克兰
多布勒的Twitter账号（@Super_Dobure）于2022年7月註冊。截至同年11月9日，共有74条推文和37张照片。从中可以判断，他像一个宅男一样热爱泡面，熟悉颜文字等网络亚文化，是一个《东方Project》和《仲夏夜的淫梦》粉丝。在8月还曾发布了一张含有和平符号的灵梦油库里。
11月4日，多布勒在听说台灣人曾圣光阵亡后於Twitter發文表示，“我和曾圣光自训练时就是朋友。他非常友善，风趣，总是用通俗易懂的英语向我解释培训内容。我答应在战争结束后访问他的家乡。我永远不会忘记我的朋友。请好好休息。”，并且提供了独家的几张曾圣光的照片。這則發文成為他在Twitter的最后一条信息。
当地时间11月11日，“有日本志愿者死亡”的消息得到日本外务省证实。而在乌克兰参战的日本同行均指出阵亡者是多布勒。此后日本政府宣布，不会公布他更多的个人信息，因此可能永远不会知道他的真实名字等。
他的家人表示近期还无法理清他们的情绪，并表示不希望过多相关采访为他们造成麻烦。
11月19日，東京都新宿站南口的乌克兰人道主义捐赠活动使用了多布勒和曾圣光的照片以示悼念。

## 爭議
俄罗斯卫星通讯社确认“有日本志愿者阵亡”后撰写了一篇名为“乌克兰不应存在的新纳粹分子从世界各地聚集”的文章，又根据他的日本-乌克兰胸章中日本带有旭日条纹，以及同营战友呼吁对俄罗斯人使用暴力，而認定多布勒是一个日本帝国主义的支持者。而事实上，旭日旗在现在的日本自卫队也是很常见的、合规的元素：被禁止使用的是太阳居中的十六條旭日旗，多布勒胸前的旭日条纹为8条而不是16条，与现代日本陆上自卫队旗更为相似。